# Cerise Doucède
Cerise Doucède (* 1987, Toulon) je francouzská fotografka. V roce 2013 získala fotografické ocenění prix HSBC pour la photographie za sérii portrétů.